# Desmond Seward
Pour les articles homonymes, voir Seward.
Desmond Seward, né le 22 mai 1935 à Paris et mort le 3 avril 2022, est un historien britannique, spécialiste de l'Histoire de France et de l'Histoire du Royaume-Uni de la fin du Moyen Âge et des siècles suivants. Il est notamment l'auteur de biographies d'Aliénor d'Aquitaine, Henri IV, Marie-Antoinette, Eugénie de Montijo ainsi que de plusieurs ouvrages sur la Famille Bonaparte.
Il est nommé membre de l'ordre souverain de Malte en 1978, et de l'ordre de Saint-Georges en 2001.

### Ouvrages originaux en anglais
- The First Bourbon (1971)
- The Monks of War: The Military Religious Orders (1972, nouvelle édition en 2000, Spanish trans 2004)
- Prince of the Renaissance (1973)
- The Bourbon Kings of France (1976)
- Eleanor of Aquitaine (1978)
- The Hundred Years War (1978, nouvelle édition en 1996)
- Monks and Wine (1979, traduit en français en 1982)
- Marie Antoinette (1981)
- Richard III (1983, nouvelle édition en 1998)
- Naples (1984)
- Italy's Knights of St George (1986)
- Napoleon's Family (1986)
- Henry V (Henry V as Warlord; 1987)
- Napoleon and Hitler (1988, traduction en russe en 1996)
- Byzantium (with Susan Mountgarret, 1988)
- Metternich (1991, traduction en allemand en 1993)
- Brooks's: A Social History (jt ed with Philip Ziegler, 1991)
- The Dancing Sun: Journeys to the Miracle Shrines (1993)
- Sussex (1995)
- The Wars of the Roses (1995)
- Caravaggio (1998, traduction en japonais 2000)
- Eugénie (2004)
- Savonarola (2006)
- Jerusalem's Traitor (2009, traduction en hébreu en 2012)